# Simonurius
Simonurius Galiano, 1988 è un genere di ragni appartenente alla famiglia Salticidae.

## Etimologia
Il nome del genere è composto in onore dell'aracnologo Simon (1848-1924) per la prima parte, e dal genere Hurius, con cui condivide molti caratteri specifici, per la seconda parte.

## Descrizione
Le femmine hanno spermateche piuttosto grandi, dalla forma di piccoli reni; gli ovidotti sono corti, stretti e leggermente curvi.

## Distribuzione
Le 4 specie note di questo genere sono diffuse in America meridionale; in particolare in Argentina e Venezuela.

## Tassonomia
La specie tipo descritta originariamente da Simon venne denominata Akela gladifera Simon, 1901.
A maggio 2010, si compone di quattro specie:
- Simonurius campestratus (Simon, 1901) — Venezuela
- Simonurius expers Galiano, 1988 — Argentina
- Simonurius gladifer (Simon, 1901)[3] — Argentina
- Simonurius quadratarius (Simon, 1901) — Venezuela